# Ноћ следећег дана
Ноћ следећег дана (енгл. The Night of the Following Day) је филм Хуберта Корнфилда из 1968. године, са Марлоном Брандом, Памелом Франклин, Ричардом Буном и Ритом Морено у главним улогама.